# Банниковское сельское поселение (Тюменская область)
Банниковское се́льское поселе́ние — муниципальное образование в Абатском районе Тюменской области Российской Федерации.
Административный центр — село Банниково.

## История
Статус и границы сельского поселения установлены Законом Тюменской области от 5 ноября 2004 года № 263 «Об установлении границ муниципальных образований Тюменской области и наделении их статусом муниципального района, городского округа и сельского поселения».

## Население
| 2010 | 2011  | 2012 | 2013 | 2014 | 2015 | 2016 |
| ---- | ----- | ---- | ---- | ---- | ---- | ---- |
| 1008 | ↘1004 | ↘864 | ↘757 | ↗761 | ↘746 | ↘727 |
| 2017 | 2018  | 2019 | 2020 | 2021 | 2023 |      |
| ↗772 | ↘755  | ↗757 | ↘731 | ↗952 | ↘926 |      |

## Состав сельского поселения
| № | Населённый пункт | Тип населённого пункта       | Население |
| - | ---------------- | ---------------------------- | --------- |
| 1 | Артамонова       | деревня                      | ↘16       |
| 2 | Банниково        | село, административный центр | ↘594      |
| 3 | Бокова           | деревня                      | ↘122      |
| 4 | Горки            | деревня                      | ↘125      |
| 5 | Сычево           | село                         | ↘151      |